# 埃尔德什等差数列猜想
埃尔德什等差数列猜想（英語：Erdős conjecture on arithmetic progressions），又称埃尔德什-图兰猜想（英語：Erdős-Turán conjecture），是由兩位匈牙利数学家埃尔德什·帕尔（沃尔夫数学奖得主）与圖蘭·帕爾共同提出的数论猜想，稱倒數和發散的正整數集合中，必有任意長的等差数列。

## 猜想内容
对正整数数列{\displaystyle \{1,2,3,\ldots ,n,n+1,\ldots \}}的任意子序列{\displaystyle \{A_{n}\}}，若：
其所有元素的倒数和发散，即 {\displaystyle \sum _{n=1}^{\infty }{\frac {1}{A_{n}}}=\infty }
则：
{\displaystyle \{A_{n}\}}含有任意长度的等差子序列。

## 发展
1936年，埃尔德什与好友图兰提出了一个较弱的等差数列猜想，即：具有正密度的自然数子集含有无穷多长度为3的等差数列。
1952年，克劳斯·罗特证明了这个较弱版的猜想。
1975年，塞迈雷迪·安德烈在克劳斯·罗特证明的基础上将这个较弱版本的猜想推广为塞迈雷迪定理。
1976年，埃尔德什在一次纪念好友图兰的演讲中提出了埃尔德什等差数列猜想，并悬赏5000美元给第一个证明此猜想的人。
2004年，本猜想的弱化版本，也是前述塞迈雷迪定理的推广，格林-陶定理被本·格林和陶哲轩证明。

## 延伸阅读
- P. Erdős: Résultats et problèmes en théorie de nombres （页面存档备份，存于）, Séminaire Delange-Pisot-Poitou (14e année: 1972/1973), Théorie des nombres, Fasc 2., Exp. No. 24, pp. 7,
- P. Erdős and P.Turán, On some sequences of integers, J. London Math. Soc. 11 (1936), 261–264.
- P. Erdős: Problems in number theory and combinatorics, Proc. Sixth Manitoba Conf. on Num. Math., Congress Numer. XVIII(1977), 35–58.
- P. Erdős: On the combinatorial problems which I would most like to see solved, Combinatorica, 1(1981), 28. doi:10.1007/BF02579174